# Two Door Cinema Club
Two Door Cinema Club (ibland skrivet 2 Door Cinema Club eller förkortat till TDCC) är ett irländskt electropop, indierock-band från Bangor och Donaghadee, County Down, Nordirland. Bandet har funnits sedan 2007 och har släppt tre singlar och en EP under märket Kitsuné Music. Bandet släppte sitt debutalbum, Tourist History, 1 mars 2010. Några av deras influenser är Bloc Party i sitt tidiga ljud och Death Cab for Cutie.

## Historia
Two Door Cinema Club började samlas när Trimble och Baird träffades på scouterna, men de lärde inte känna varandra. Senare lärde Trimble och Halliday känna varandra tidigt i high school, de träffade Baird när han försökte få ihop det med tjejer de kände.
Sedan 2007 har de varit tillsammans som ett band, de gav upp sina universitetsplatser när intresset på deras MySpace-sida ökat stort. TDCC blev värvade av indie-skivbolaget Kitsuné Music efter att de blivit inbjudna av Gildas Loaëc, en av Kitsunés grundare, för att spela på en av Kitsunés fester och de har nu släppt tre singlar, en EP och ett album som Eliot James producerat och Philippe Zdar mixat.
TDCC var nominerade till BBC:s BBC Sound of 2010 till vilken artister väljs ut av 165 brittiska trendsättare, dock förlorade de till Ellie Goulding och hamnade inte på fem-i-toppen.
TDCC har remixat det franska bandet Phoenixs låt "Lasso" från albumet Wolfgang Amadeus Phoenix. Låten finns på Remix Bonus CD'n i Wolfgang Amadeus Phoenix Special Edition Box Set. De har också remixat Chew Lips låt "Salt Air". Remixen är med på singeln med samma namn som släpptes under Kitsuné Music-etiketten.
Musikvideon till deras låt "I Can Talk" var inbäddad i ett av Kanye Wests blogginlägg.

### Turnéer
TDCC har turnerat mycket tillsammans med Kitsuné och andra artister som också släpper under Kitsuné-etiketten, bl.a: autoKratz och Delphic, men också andra artister och band som; The Wombats, Foals och Iglu & Hartly. Bandet kommer turnera stor del av 2010. Flera av konserter turnén kommer att hållas tillsammans med Phoenix.

## Medlemmar
- Alex Trimble – sång, gitarr, synthesizer, trummaskin
- Kevin Baird – basgitarr, bakgrundssång
- Sam Halliday – gitarr, bakgrundssång

## Diskografi

### Studioalbum
- Tourist History (Mars 1, 2010)
- Beacon (Augusti 31, 2012)[17][18][19]
- Gameshow (Oktober 14, 2016)

### Singlar och EP
- "Something Good Can Work" (7", 2009 Kitsuné Music)
- I Can Talk Remixes (12", 2009 Kitsuné Music)
- "I Can Talk" (7", 2009 Kitsuné Music)
- "Undercover Martyn" (22 februari 2010)[19]

### Remixer
- Phoenix – "Lasso (Two Door Cinema Club Remix") (2009 V2 Records)
- Chew Lips – "Salt Air (Two Door Cinema Club Dui Remix)" (2009 Kitsuné Music)

### Medverkanden
- Kitsuné Maison Compilation 7 – "Something Good Can Work" (CD, 2009 Kitsuné Music)
- Kitsuné Maison Compilation 8 – "I Can Talk (Moulinex Remix)" (CD, 2009 Kitsuné Music)
- Kitsuné Maison Compilation 9 – "Something Good Can Work (the Twelves Remix)" (CD, 2010 Kitsuné Music)